# 長津駅
長津駅（チャンジンえき、朝鮮語: 장진역）は、朝鮮民主主義人民共和国咸鏡南道長津郡にある駅で、長津線に属する。 

## 隣の駅
長津線
上坪駅 - 長津駅 - 泗水駅